# Chicken Run: Operation Nugget
Chicken Run: Operation Nugget (Originaltitel: Chicken Run: Dawn of the Nugget) ist ein britischer Knetanimationsfilm aus dem Jahr 2023. Das Sequel zum 2000 erschienenen Chicken Run – Hennen rennen wurde ebenfalls von Aardman Animations produziert und am 15. Dezember auf Netflix veröffentlicht.

## Handlung
Nach ihrer erfolgreichen Flucht aus der Geflügelfarm der Tweedys haben sich Ginger und die freigelassenen Hühner in einem idyllischen Vogelschutzgebiet auf einer Insel niedergelassen, wo die Schar in Harmonie und ohne jegliche Gefahr durch Menschen leben kann. Ginger und Rocky haben eine Familie gegründet und ein Küken namens Molly bekommen. Die Ratten Fetcher und Nick besuchen die Hühner weiterhin gelegentlich, um ihnen Vorräte für ihr neues Zuhause zu bringen.
Einige Zeit später ist Molly als Teenager abenteuerlustig und neugierig auf die Welt außerhalb der Insel geworden, aber Ginger, die von ihren Erinnerungen auf der Hühnerfarm verfolgt wird, weigert sich, Molly von der Insel weggehen zu lassen, und auch Rocky will ihr nichts von der Außenwelt erzählen. Bald darauf kommen Menschen mit Lastwagen und Baustellen in der Nähe der Insel an. Ginger vermutet, dass es sich um eine weitere Hühnerfarm handelt, und befiehlt den Hühnern entgegen deren Erwartungen, sich diesmal zu verstecken und zu warten, bis die Menschen wieder weg sind. Molly, die von ihrer Neugierde getrieben wird, streitet mit Ginger und schleicht sich später in der Nacht über den See in die Außenwelt. Ginger und Rocky entdecken dies und ziehen gemeinsam mit Babs, Bunty, Mac und Fowler los, um sie zurückzubringen.
Währenddessen wagt sich Molly auf eine Straße, wo sie von einem Huhn namens Frizzle vor dem Überfahrenwerden durch ein Auto gerettet wird. Frizzle bietet Molly an, mit ihr per Anhalter zur Hühnerfarm zu fahren. Der Fahrer eines der Trucks bemerkt sie und nimmt sie mit an Bord seines Lastwagens. Gingers Gruppe verfolgt den Lastwagen und stößt dabei auf die Fun-Land Farms, ein hochmodernes Hochsicherheitsgefängnis für Hühner. Rocky gelingt es, in die Anlage einzubrechen, wird aber kurze Zeit später von der automatisierten Reinigungsanlage eingesaugt. Ginger und ihre Gruppe kommen zu Fetcher und Davies, um Vorräte zu besorgen und die Sicherheitsvorkehrungen der Anlage zu umgehen. Es gelingt ihnen, sich in die Anlage zu schleichen, aber Davies und Fetcher werden ebenfalls in den Müllschacht gesaugt, wo sie Rocky retten und dem Ofen entkommen.
Im Inneren der Anlage entdeckt Molly, dass die anderen Hühner seit ihrer Ankunft nicht mehr auf sie reagieren. Kurz darauf wird Frizzle von dem Wissenschaftler Dr. Fry gefangen genommen, der ihr das gleiche Halsband wie den übrigen Hühnern anlegt, das sie ebenfalls in einen lobotomierten Zustand versetzt. Molly, die entschlossen ist, ihre Freundin zu retten, schleicht sich aus dem Bereich, in dem die Hühner gehalten werden, und folgt Dr. Fry. Dort trifft sie wieder auf Ginger, und sie erfahren, dass Melisa Tweedy, die ehemalige Besitzerin der Farm, die gesamte Anlage zusammen mit ihrem neuen Mann Dr. Fry leitet. Molly und Ginger erfahren, dass Mrs. Tweedy die Halsbänder als Mittel der Gehirnwäsche einsetzt, um die Angst der Hühner vor ihrer Verarbeitung zu unterdrücken, damit sie zarte Hähnchen-Nuggets für den Fast-Food-Ketten-Besitzer Reginald Smith herstellen kann, der nach neuen Produkten für seine Restaurants sucht. Ginger wird von Mrs. Tweedy entdeckt und gefangen genommen. Diese versucht, ihr das Verhaltenshalsband aufzuzwingen, aber Ginger kann durch ihre starke Willenskraft dagegen ankämpfen. Rocky lenkt Mrs. Tweedy und die übrigen Mitarbeiter mit einem Tanz ab, damit Molly Ginger befreien kann. Jedoch wird das Halsband aktiv, sodass Ginger eine Gehirnwäsche erhält. Sie treffen sich wieder mit der Gruppe und entfernen erfolgreich das Halsband von Ginger, bevor sie in einem großen Maissilo gefangen werden. Es gelingt ihnen, durch Erhitzen des Mais Popcorn zu machen und so aus dem Silo zu entkommen. Molly weigert sich jedoch, nach Hause zurückzukehren, ohne die anderen Hühner zu retten; also erklären sich Ginger und die anderen bereit, ihr dabei zu helfen. Mrs. Tweedy beginnt mit der Produktion von Chicken Nuggets, indem sie per Fernbedienung die Halsbänder aktiviert und die Hühner in Richtung Verarbeitungsmaschine schickt. Ginger und Rocky versuchen, die Fernbedienung zu bekommen, mit der die Halsbänder wieder deaktiviert werden können, während der Rest der Gruppe versucht, die Hühner daran zu hindern, in die Fritteuse zu gehen.
Molly sieht, wie Ginger von Mrs. Tweedy in die Enge getrieben wird, und will ihr helfen, die Fernbedienung zu holen. Es gelingt ihr zwar, aber Mrs. Tweedy erwischt sie und hält sie mit einer Axt als Geisel fest. Rocky schwingt sich mit einem Stromkabel hinüber und kann die Axt wegschlagen, und Ginger schafft es, die Halsbänder zu deaktivieren. Mrs. Tweedy wird von der Axt in die Fritteuse gestoßen, und auch die Axt fällt hinein, wodurch die Maschine überlastet wird. Die Hühner stürmen alle nach draußen zum Food Truck, und die Gruppe fährt zum Eingangstor. Mrs. Tweedy entsteigt jedoch der Fritteuse, steigt auf den Lastwagen und versucht, sich einen Weg durch das Dach zu bahnen. Fowler rutscht jedoch das Rettungsseil hinunter und stößt Mrs. Tweedy in den Graben mit den Roboter-Drohnen, kurz bevor die Fritteuse überhitzt und explodiert, wodurch die Fun-Land-Farms-Anlage zerstört wird.
Die Hühner kehren mit Frizzle und den befreiten Hühnern aus der Anlage auf die Insel zurück. Ginger und Rocky beschließen, weitere Hühner aus Hühnerfarmen zu retten, während Molly und Frizzle als Luftaufklärer dienen, um solche Hühnerfarmen in der Umgebung ausfindig zu machen.

## Produktion
Im April 2018 wurde ein Sequel zum 2000er Chicken Run angekündigt. Die Produktion sollte wieder durch Aardman Animations erfolgen, unterstützt durch Pathé und Studiocanal. Anders als beim Vorgänger war DreamWorks Pictures nicht in das Sequel involviert, nachdem die Zusammenarbeit zwischen Dreamworks und Aardman nach Flutsch und weg endete. Als Regisseur wurde Sam Fell verpflichtet, welcher bereits an eben jenem Flutsch und weg für Aardman Regie führte und zudem für seine Arbeit an ParaNorman eine Oscar-Nominierung erhielt. Peter Lord und Nick Park, die beim ersten Teil Regie geführt hatten, beteiligten sich bei der Fortsetzung als ausführende Produzenten.
Die offizielle Pre-Production begann im Oktober 2019. Die beiden Drehbuchautoren des Originals Karey Kirkpatrick und John O’Farrell wurden zudem für das Sequel bestätigt. Im Januar 2022 wurde der vollständige Cast sowie der offizielle Titel Chicken Run: Dawn of the Nugget bekanntgegeben. Während Zachary Levi, Thandiwe Newton, David Bradley, Romesh Ranganathan und Daniel Mays neu zum Cast hinzustießen und damit Mel Gibson, Julia Sawalha, Benjamin Whitrow, Timothy Spall und Phil Daniels als Rocky, Ginger, Fowler, Nick und Fetcher aus dem Originalfilm ersetzten, durften Jane Horrocks, Imelda Staunton und Lynn Ferguson ihre Rollen als Babs, Bunty und Mac erneut einnehmen. Außerdem wurden Bella Ramsey, Nick Mohammed und Josie Sedgwick-Davies für die drei neuen Figuren Molly, Dr. Fry und Frizzle benannt. Im September 2023 wurde mit Veröffentlichung eines ersten Trailers bekanntgegeben, dass auch Miranda Richardson in ihrer Rolle als Mrs. Tweedy zurückkehren und Peter Serafinowicz die Rolle des Geschäftsmanns Reginald Smith einnehmen wird.

## Synchronisation
Die deutsche Synchronbearbeitung entstand bei der Interopa Film in Berlin. Sven Plate schrieb das Dialogbuch und führte Dialogregie.
| Originalsprecher      | Deutscher Sprecher       | Rolle          |
| Hühner                | Hühner                   | Hühner         |
| --------------------- | ------------------------ | -------------- |
| Thandiwe Newton       | Rubina Nath              | Ginger         |
| Bella Ramsey          | Nina Schatton            | Molly          |
| Zachary Levi          | Karlo Hackenberger       | Rocky          |
| Imelda Staunton       | Almut Zydra              | Bunty          |
| Jane Horrocks         | Daniela Reidies          | Babs           |
| Lynn Ferguson         | Franziska Endres         | Mac            |
| David Bradley         | Reinhard Scheunemann     | Fowler         |
| Josie Sedgwick-Davies | Magdalena Turba          | Frizzle        |
| Menschen              |                          |                |
| Miranda Richardson    | Claudia Urbschat-Mingues | Mrs. Tweedy    |
| Nick Mohammed         | Daniel Zillmann          | Dr. Fry        |
| Peter Serafinowicz    | Hans Hohlbein            | Reginald Smith |
| Ratten                |                          |                |
| Daniel Mays           | Gerald Schaale           | Fetcher        |
| Romesh Ranganathan    | Michael Pan              | Nick           |

## Kritik
Auf Rotten Tomatoes erhielt Chicken Run: Operation Nugget nach Release eine Zustimmung bei den Kritikern von 79 %, basierend auf 86 Kritiken, während die Zuschauer den Film mit einer Zustimmung von 92 % deutlich positiver bewerten.
Der Filmdienst urteilte: „In direkter Nachfolge des Knetfiguren-Animationsfilms „Chicken Run“ (2000) konzipiert, walzt der Film die originelle, mitunter subversive Tradition des Aardman-Studios nur aus, ohne neue künstlerische Akzente zu setzen. Allenfalls die zeitgeistig radikal-vegane Perspektive, das auch „glückliche“ Hühner auf Farmen sterben, ist bemerkenswert.“